# Akkerdistelpuntkogeltje
Het akkerdistelpuntkogeltje (Mycosphaerella cirsii-arvensis) is een schimmel behorend tot de familie Mycosphaerellaceae. Deze biotrofe parasiet komt voor op stengels en bladeren van distels (Carduus/Cirsium).

## Verspreiding
In Nederland komt het akkerdistpuntkogeltje uiterst zeldzaam voor.

̽